# Shahrestān-e Gonābād
Shahrestān-e Gonābād (persiska: شهرستان گناباد, گناباد) är en delprovins (shahrestan) i Iran.   Den ligger i provinsen Razavikhorasan, i den östra delen av landet, 700 km öster om huvudstaden Teheran.
Delprovinsen hade 88 753 invånare 2016.